# Isac Beitler
Isac Beitler, född 21 december 1913 i Katarina församling, Stockholm, död 31 mars 1970 i Oscars församling, Stockholm, var en svensk illusionist och trollkarl.
Han uppträdde som Den sjungande trollkarlen och bar en österländsk turban på huvudet. Han hade pseudonymnamn Iso Beité. 
Beitler är begravd på Skogskyrkogården i Stockholm.

## Filmografi
- 1957 – Åsa-Nisse i full fart